# Néant-sur-Yvel
Néant-sur-Yvel é uma comuna francesa na região administrativa da Bretanha, no departamento de Morbihan. Estende-se por uma área de 32,3 km². Em 2010 a comuna tinha 1 124 habitantes (densidade: 34,8 hab./km²).